# Whitney Warren
Whitney Warren (New York, 29 januari 1864 - aldaar, 24 januari 1943) was een Amerikaans architect.
Warren studeerde van 1885 tot 1894 in Europa waar hij in Parijs opgeleid werd aan de École nationale supérieure des beaux-arts. Hij had als leermeesters Honoré Daumet en Charles Girault. Na zijn afstuderen trok hij terug naar New York waar hij zich associeerde met advocaat Charles Delevan Wetmore en ze samen het tot gerenommeerd uitgegroeid architectenkantoor Warren and Wetmore oprichtten.
Warren was familie van de Vanderbilts. Het hielp in de uitbouw van een bijzonder groot netwerk dat hun vele opdrachten opleverde, voor private bouwwerken, een zeer groot aantal hotels, enkele grote treinstations, ... De New York Central Building, de Chelsea docks, Ritz-Carlton, Biltmore, Commodore en Ambassador hotels, clubhuizen voor de Tuxedo Club, New York Yacht Club en de Newport Country Club of het Royal Hawaiian Hotel behoren tot een bijzonder uitgebreid portfolio. Het kantoor was huisarchitect voor de New York Central Railroad, beheerd door Vanderbilt.
Hun allerbelangrijkste realisatie is zonder twijfel het beaux-artsontwerp van Grand Central Terminal, gebouwd van 1903 tot 1913 in samenwerking met het architectenkantoor Reed and Stem. Ook Michigan Central Station werd door Warren and Wetmore in samenwerking met Reed and Stem gerealiseerd.
Warren was persoonlijk bijzonder trots op zijn ontwerp van de Universiteitsbibliotheek voor de Katholieke Universiteit Leuven, een monumentale neorenaissancistische bibliotheek die van 1921 tot 1928 werd gebouwd aan het Leuvense Mgr. Ladeuzeplein.
Het gebouw was een gift van het Amerikaanse volk aan de stad Leuven en de universiteit. De aanslag van augustus 1914 door de Duitsers waarbij de vorige bibliotheek was uitgebrand, verwekte grote verontwaardiging in binnen- en buitenland en dankzij talloze, vooral Amerikaanse, inzamelacties, met de persoonlijke inzet van Herbert Hoover, voorzitter van de Commission for Relief of Belgium, kon in 1921 begonnen worden met de bouw van een nieuw bibliotheekpand aan wat nu het Ladeuzeplein is. Warren drong aan op een inscriptie "Furore Teutonico Diruta: Dono Americano Restituta" (Vernietigd door Duitse furie, heropgebouwd met Amerikaanse vrijgevigheid) in grote letters op de voorgevel maar dit haalde het niet. Wel werden de namen van vele schenkers (waaronder heel wat Amerikaanse universiteiten) gekerfd in de stenen. De toren van het bouwwerk, geïnspireerd op de Giralda van Sevilla, is 87 meter hoog.
Warren ging op pensioen in 1931 maar bleef actief als consultant. 
- Bibsys: 90934957
- Bibliothèque nationale de France: cb148498845 (data)
- Gemeinsame Normdatei: 119421798
- International Standard Name Identifier: 0000 0000 6632 8747
- Library of Congress Control Number: nr96014411
- Nederlandse Thesaurus van Auteursnamen: 269283684
- SNAC: w69g5qrw
- Système universitaire de documentation: 095011099
- Union List of Artist Names: 500013670
- Virtual International Authority File: 45111325
- WorldCat: E39PBJxrWpRW8xGfRhWcQYrcyd